# Хозеа Гир
Хозеа Гир (енгл. Hosea Gear; 16. март 1984) професионални је новозеландски рагбиста, који тренутно игра за Тулуз. Висок 188 цм, тежак 102 кг, у ИТМ Купу одиграо је 9 утакмица за Норт Харбор и постигао 25 поена, а за Велингтон је одиграо 68 утакмица и постигао 185 поена. Постигао је рекордних 14 есеја у сезони 2008. у ИТМ Купу. У најјачој лиги на свету одиграо је 70 утакмица за Херикејнсе и постигао 130 поена, 32 утакмица за Хајлендерсе и постигао 65 поена и 6 утакмица за Чифсе. Бриљирао је у утакмицама за свој клуб, па је добио позив да игра за репрезентацију Новог Зеланда 1. новембра против Аустралије. За "ол блексе" је одиграо 14 тест мечева и постигао 30 поена. Освојио је титулу првака света 2011.